# Gare de Saint-Antoine-du-Rocher
Gare de Saint-Antoine-du-Rocher vasútállomás Franciaországban, Saint-Antoine-du-Rocher településen.

## Vasútvonalak
Az állomást az alábbi vasútvonalak érintik:
- Tours–Le Mans-vasútvonal

## Kapcsolódó állomások
A vasútállomáshoz az alábbi állomások vannak a legközelebb:
- Gare de Neuillé-Pont-Pierre (Gare du Mans, Tours–Le Mans-vasútvonal)
- Gare de La Membrolle-sur-Choisille (Gare de Tours, Tours–Le Mans-vasútvonal)